# Psilodon aequinoctiale
Psilodon aequinoctiale is een keversoort uit de familie vliegende herten (Lucanidae). De wetenschappelijke naam van de soort is voor het eerst geldig gepubliceerd in 1840 door Buquet.